# Lijeva Reka
Lijeva Reka (en serbe cyrillique : Лијева Река) est un village de Serbie situé dans la municipalité de Sjenica, district de Zlatibor. Au recensement de 2011, il comptait 8 habitants.

## Démographie
| 1948 | 1953 | 1961 | 1971 | 1981 | 1991 | 2002 | 2011 |
| ---- | ---- | ---- | ---- | ---- | ---- | ---- | ---- |
| 63   | 66   | 64   | 112  | 108  | 27   | 14   | 8    |

|  |